# Stornoway

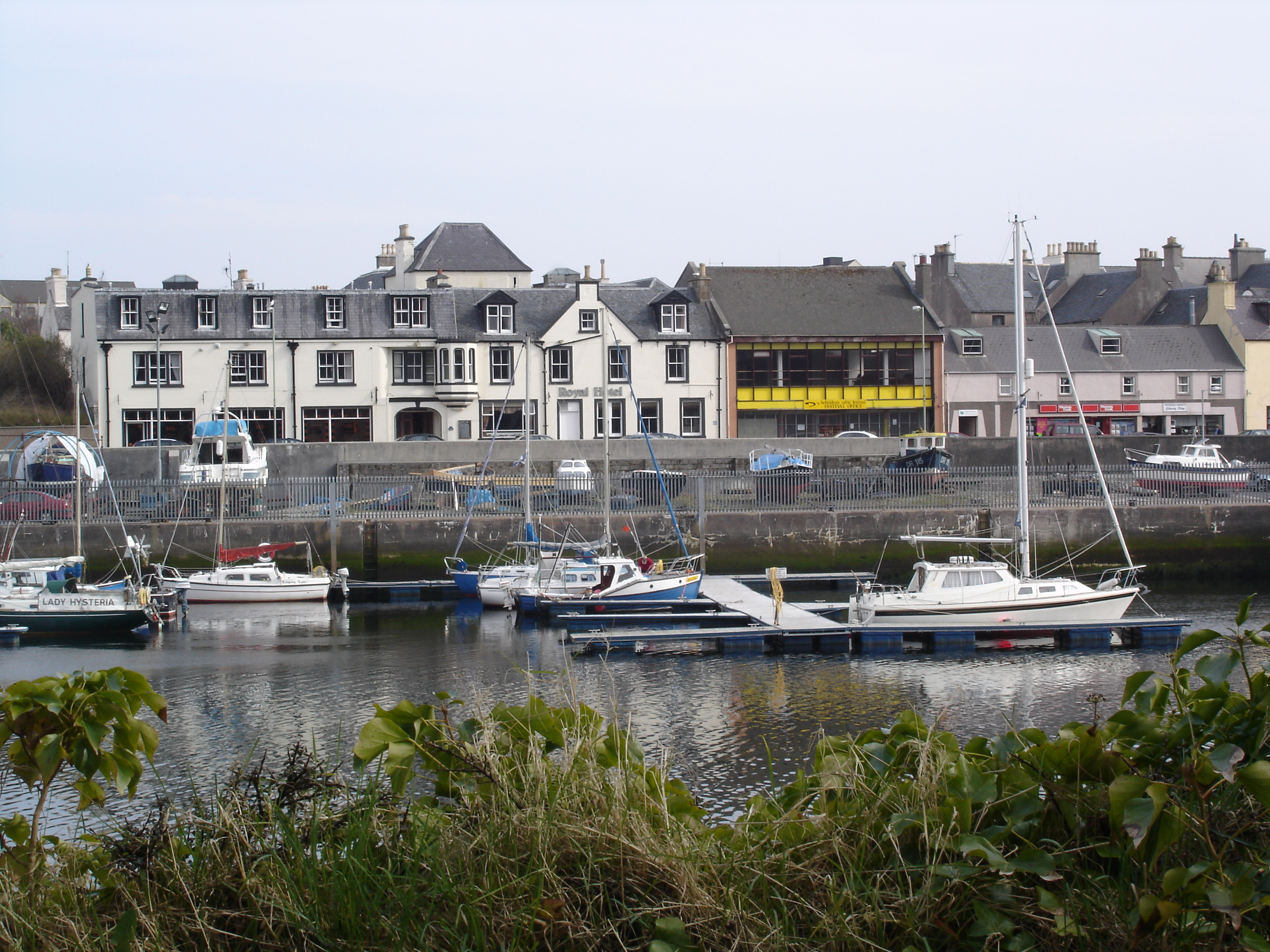
Barcos en el puerto de Stornoway.

Stornoway (gaélico escocés: Steòrnabhagh) es la capital regional, única burgh (villa), y localidad más grande de las Hébridas Exteriores, un archipiélago escocés del Reino Unido. Está ubicada en un istmo en el este de la isla de Lewis, la isla más grande del archipiélago, y está enfrente del Minch, un mar entre las Hébridas Exteriores y la tierra firme escocesa. Stornoway está en el cruce entre las carreteras A859 (al sur) y A857 (al norte y al este).
La población de Stornoway es aproximadamente 9000, con 3.000 más en su parroquia. Es casi la mitad de la población del archipiélago (26.502). Stornoway es la tercera localidad más grande en las Tierras Altas de Escocia por detrás de Inverness y Fort William.

## Historia
Stornoway fue fundado por los vikingos, debido a su puerto protegido. Le dieron el nombre Stornavagr, que significa Bahía de Dirección en el idioma noruego antiguo. Durante el siglo XVII la villa fue demolida por las tropas de Oliver Cromwell, el dictador inglés. Stornoway está hermanada con Pendleton en el condado de Anderson, Carolina del Sur, Estados Unidos.
El Castillo de Lews se construyó en el siglo XIX por un comerciante de opio. Se cerró en 1988. Está siendo financiado por el gobierno británico para ser reabierto como museo.

## Economía
Hay una línea de transbordadores entre Stornoway y Ullapool en el consejo de Highland en tierra firme escocesa. En junio de 2012 el gobierno escocés diseñó un nuevo transbordador con una capacidad para 700 pasajeros, costó 41.800.000 libra esterlina. Debido a las tormentas en el mar entre los dos puertos, hay una campaña para construir un túnel de 65 kilómetros por debajo del mar.
Stornoway y su isla es mayoritariamente presbiteriano. Los domingos las tiendas no abren. En 2009, los transbordadores llegaron en domingo por primera vez, y hubo quejas de los habitantes. Antes, en 2002 hubo las mismas quejas, debido a los primeros vuelos en domingo al aeropuerto de Stornoway.
En diciembre de 2007, el astillero de Stornoway ganó un contrato para construir 43 torres para turbinas para Turquía. El proyecto creó 70 empleos.
El estudio de BBC Alba, un canal de televisión en gaélico escocés, está en Stornoway.